# Was haben wir gelacht …
Was haben wir gelacht… verdächtige Larifaritäten aus 3 Jahrzehnten ist ein Album der österreichischen Pop-Rock-Band Erste Allgemeine Verunsicherung. Es wurde am 21. Oktober 2016 veröffentlicht, ein Jahr nach dem vorigen Album Werwolf-Attacke – Monsterball ist überall.

## Veröffentlichung und Charts
Das Album wurde am 21. Oktober unter dem Label Ariola veröffentlicht.

## Besonderheiten
„Was haben wir gelacht …“ ist ein Raritätenalbum mit Demos, unfertig produzierten Songs und alternativen Versionen auf anderen Alben veröffentlichter Lieder aus den ersten drei Jahrzehnten der Bandgeschichte. Die älteste Textzeile ist von 1984, ein Großteil der Songs stammt aus den 1990ern.
Die Kurzstory „#*ck dich“ ist mit „Explicit Content“ verzeichnet. Bei „Neandertal 2016“ handelt es sich um eine neue Version des 1991er Liedes „Neandertal“.

## Titelliste
1. Was haben wir gelacht
2. Lonesome Cowboy
3. Ich tät’s noch einmal (Kurzstory)
4. Barbie
5. Schweinefranz
6. Der blöde Hein
7. #*ck dich
8. Halali
9. Das Auge Basedows (Kurzstory)
10. Nummer
11. Stemmerking
12. Schecksymbol
13. Weh dem der pflügt (Kurzstory)
14. Komm her (Kurzstory)
15. Tanzbaron
16. Ein Koch (Kurzstory)
17. Neandertal 2016
18. Das letzte Hemd